# Master Chief Petty Officer of the Navy

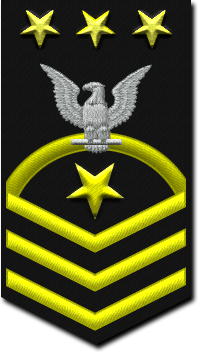
MCPON-Abzeichen

Master Chief Petty Officer of the Navy (MCPON) ist der höchste Unteroffizierdienstgrad der US Navy. Es gibt jeweils nur einen NCO (Non Commissioned Officer), der diesen Rang und gleichzeitig diese Dienststellung innehat. Er ist der Senior Enlisted Advisor des Chief of Naval Operations (CNO).

## Historisches

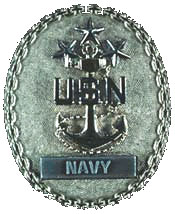
Tätigkeitsabzeichen des MCPON

Die Dienststellung des MCPON wurde am 13. Januar 1967 unter der Bezeichnung „Senior Enlisted Advisor of the Navy“ eingeführt. Drei Monate später erfolgte die Umbenennung in den noch heute verwendeten Namen. Bis 1971 trugen die Seeleute, welche diese Dienststellung innehatten, weiterhin ihre Verwendungsbezeichnung im Dienstgradabzeichen, später wurde dieses durch einen goldenen Stern ersetzt. Der eigentliche Dienstgrad wurde mit der Ernennung von MCPON John Hagan eingeführt, bis dahin trugen die Dienstposteninhaber ihren bisherigen Dienstgrad.

## Aufgaben
Der MCPON ist für die Belange der Unteroffiziere der US Navy zuständig, ist ihr Vorgesetzter und gehört dem Stab des Chief of Naval Operations an. Er wird nach der Besoldungsgruppe E-9 (NATO-Rangcode OR-9) entlohnt. Der MCPON  ist zwar ein Unteroffizier, im Protokoll ist der MCPON jedoch höher eingeordnet als Rear admirals der Navy.

## Liste der MCPON
| Nr. | Name                                                         | Beginn der Berufung | Ende der Berufung |
| --- | ------------------------------------------------------------ | ------------------- | ----------------- |
| 16  | MCPON James Honea                                            | 2022                |                   |
| 15  | MCPON Russell L. Smith                                       | 2018                | 2022              |
| 14  | MCPON Steven S. Giordano                                     | 2016                | 2018              |
| 13  | MCPON Michael D. Stevens                                     | 2012                | 2016              |
| 12  | MCPON Rick D. West                                           | 2008                | 2012              |
| 11  | MCPON Joe R. Campa, Jr.                                      | 2006                | 2008              |
| 10  | MCPON Terry D. Scott                                         | 2002                | 2006              |
| 9   | MCPON James L. Herdt                                         | 1998                | 2002              |
| 8   | MCPON John Hagan                                             | 1992                | 1998              |
| 7   | Master Chief Aviation Electronics Technician Duane R. Bushey | 1988                | 1992              |
| 6   | Master Chief Operations Specialist William H. Plackett       | 1985                | 1988              |
| 5   | Master Chief Avionics Technician Billy C. Sanders            | 1982                | 1985              |
| 4   | Aviation Master Chief Thomas S. Crow                         | 1979                | 1982              |
| 3   | Master Chief Operations Specialist Robert Walker             | 1975                | 1979              |
| 2   | Master Chief Aviation Machinist Mate John "Jack" Whittet     | 1971                | 1975              |
| 1   | Master Chief Gunners Mate Delbert D. Black                   | 1967                | 1971              |